# Почётный крымчанин
Почётный крымча́нин (до 1999 года — Почётный гражданин Автономной республики Крым) — почётное звание Автономной Республики Крым, ранее присуждаемое по решению сессии Верховного Совета АРК.
Звание было упразднено 17 июля 2014 года согласно закону Республики Крым «О государственных наградах Республики Крым».

## История
Первоначально, 17 апреля 1997 года, было учреждено звание «Почётный гражданин Автономной Республики Крым». Звание могло присваиваться гражданам Украины, проживающие в Автономной Республике Крым, а за особые заслуги перед Автономной Республикой Крым и по согласованию с Министерством иностранных дел Украины его могли быть удостоены иностранцы. Награждённые получали удостоверение, знак и ленту «Почетного гражданина Автономной Республики Крым». Знак носился на правой стороне груди. Звания «Почётный гражданин Автономной Республики Крым» были удостоены 8 человек.
21 апреля 1999 года Постановлением Верховного Совета Автономной Республики Крым № 455-2/99 установлено звание «Почётный крымчанин», которое заменило звание «Почетного гражданин Автономной Республики Крым». С 1999 года по 2013 год присвоено 28 таких званий.
17 июля 2014 года звание было упразднено законом Республики Крым № 34-ЗРК. Аналогом звания в современной Республике Крым является — Звание «Почётный гражданин Республики Крым».

## Положение 1999 года

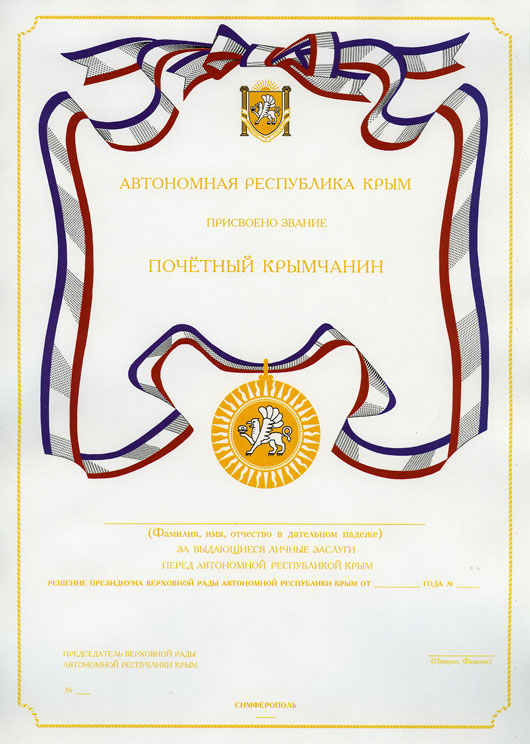

Звание являлось высшим знаком отличия и присваивалось решением Верховного Совета Автономной Республики Крым за выдающиеся личные заслуги перед Автономной Республикой Крым.
Награждённым вручался диплом, удостоверение и нагрудный знак на ленте установленного образца.
Вручение звания производилось Председателем Верховного Совета Автономной Республики Крым.
Звание не присваивалось повторно.

## Удостоенные

### Почётные граждане Автономной Республики Крым
1. Серебрянская, Екатерина Олеговна (5 мая 1997) — спортсмен-инструктор сборной команды  Украины, заслуженный мастер спорта Украины по художественной гимнастике[5]
2. Евдокименко-Ротару, София Михайловна (5 мая 1997) — солистка Крымской государственной филармонии Министерства культуры Автономной Республики Крым[6]
3. Новиков, Анатолий Григорьевич (5 мая 1997) — генеральный директор — художественный руководитель Крымского академического русского драматического театра им. М. Горького[7]
4. Богатиков, Юрий Иосифович (5 мая 1997) — солист Крымской государственной филармонии Министерства культуры Автономной Республики Крым[8]
5. Кепуладзе, Элгуджа Григорьевич (18 августа 1997) — директор Ялтинского отделения Крымской государственной филармонии Министерства культуры  и искусств Украины[9]
6. Юдицкий, Эрнст Зиновьевич (29 сентября 1997) — генеральный директор Крымской государственной филармонии Министерства  культуры Автономной Республики Крым[10]
7. Пуговкин, Михаил Иванович (29 июня 1998) — актёр кино, народный артист СССР[11]
8. Пугин, Николай Андреевич (1 марта 1999) — Президент открытого акционерного общества «ГАЗ»[12]

### Почётные крымчане
1. Лутак, Иван Кондратьевич (24 мая 1999) — участник Великой Отечественной войны, Герой Социалистического Труда, бывший первый секретарь Крымского обкома Компартии Украины[13]
2. Лазарев, Анатолий Иванович (24 мая 1999) — генеральный директор акционерного общества закрытого типа «КрымавтоГАЗсервис»[14]
3. Кучма, Леонид Данилович (18 октября 1999) — Президент Украины[15] (лишён звания постановлением Госсовета Республики Крым № 1167-2/22 от 20.04.2022 г.[16])
4. Толстой, Лев Николаевич (17 ноября 1999) — потомок писателя Л. Н. Толстого[17]
5. Расницов, Анатолий Михайлович (17 ноября 1999) — Герой Советского Союза, г. Симферополь[18]
6. Рощупкин, Александр Мефодиевич (26 ноября 1999) — пенсионер, г. Симферополь[19]
7. Барановский, Василий Васильевич (26 ноября 1999) — пенсионер, г. Симферополь[20]
8. Кириченко, Николай Карпович (26 апреля 2000, посмертно) — Герой Социалистического Труда, участник Великой Отечественной войны 1941-1945 гг., первый секретарь Крымского областного комитета Компартии Украины с 1967 по 1977 годы[21]
9. Амет-Хан, Султан (26 апреля 2000, посмертно) — дважды Герой Советского Союза, заслуженный лётчик-испытатель СССР, лауреат Государственной премии СССР, полковник[22]
10. Папанин, Иван Дмитриевич (26 апреля 2000, посмертно) — дважды Герой Советского Союза, участник гражданской войны, уроженец города-героя Севастополя[23]
11. Скугарь, Владимир Антонович (26 апреля 2000) — Герой Советского Союза, г. Симферополь[24]
12. Байда, Мария Карповна (26 апреля 2000) — Герой Советского Союза, г. Севастополь[25]
13. Бакшишев (Бахшиш), Ильяс Темир-Кая (7 августа 2000, посмертно) — композитор, член Союза композиторов СССР, заслуженный деятель искусств Украины[26]
14. Андреева, Александра Фёдоровна (25 апреля 2001) — председатель Крымского республиканского Совета ветеранов партизан и подпольщиков[27]
15. Соколов, Сергей Леонидович (3 июля 2001) — участник боевых действий Великой Отечественной войны, Герой Советского Союза, Маршал Советского Союза, г. Москва[28]
16. Богатиков, Юрий Иосифович (15 октября 2001) — художественный руководитель по фестивалям и спецмероприятиям Крымской государственной филармонии Министерства культуры Автономной Республики Крым, народный артист СССР и народный артист Украины[29]
17. Голубева, Ольга Владимировна (15 октября 2001) — поэтесса, член Союза русских, украинских и белорусских писателей Автономной Республики Крым, член Международного сообщества писательских союзов (г. Москва), член художественного совета Крымской государственной филармонии Министерства культуры Автономной Республики Крым[29]
18. Караманов, Алемдар Сабитович (15 октября 2001) — композитор, член Союза композиторов Украины, народный артист Украины[29]
19. Домбровский, Анатолий Иванович (4 декабря 2001, посмертно) — бывшеий главный редактор журнала «Брега Тавриды», бывший председатель Союза русских, украинских и белорусских писателей[30]
20. Лужков, Юрий Михайлович (21 марта 2002) — мэр города Москвы[31]
21. Багров, Николай Васильевич (17 октября 2002) — ректор Таврического национального университета им. В.И. Вернадского, доктор географических наук, профессор, депутат Верховной Рады Автономной Республики Крым[32]
22. Вернадский, Владимир Иванович (19 февраля 2003, посмертно) — академик, профессор,  первый президент Украинской академии наук[33]
23. Дейч, Борис Давыдович (27 августа 2003) — Председатель Верховной Рады Автономной Республики Крым[34]
24. Ефетов, Владимир Михайлович (18 февраля 2004) — заведующий кафедрой онкологии Крымского государственного медицинского университета им. С.И. Георгиевского, заслуженный деятель науки и техники Украины, заслуженный врач Украины, заслуженный деятель науки и техники Автономной Республики Крым, доктор медицинских наук, профессор[35]
25. Раханский, Анатолий Варфоломеевич (16 июня 2004) — народный депутат Верховной Рады Украины, заслуженный работник промышленности Украины[36]
26. Айвазовский, Иван Константинович (16 февраля 2005, посмертно)[37]
27. Швец, Ростислав Филиппович (Митрополит Лазарь) (18 марта 2009) — Управляющий Симферопольской и Крымской епархией Украинской Православной Церкви[38]
28. Баталин, Александр Сергеевич (7 августа 2013) — председатель правления ПАО «Завод «Фиолент», депутат Верховной Рады Автономной Республики Крым[39]
29. Шойгу, Сергей Кужугетович (21 мая 2014) — министр обороны Российской Федерации[40]